# Pixies
Pixies (prononcé : [ˈpɪksiːz]) est un groupe de rock alternatif américain, originaire de Boston, au Massachusetts.
Formé en 1986, le groupe se sépare en janvier 1993 dans des conditions quelque peu houleuses, mais s’est reformé en avril 2004. De ses débuts jusqu'en 2013, le groupe est constitué de quatre membres : Black Francis (né Charles Thompson IV, et ayant eu pour nom d'artiste Frank Black entre 1993 et 2006) (chant et guitare rythmique), Joey Santiago (guitare solo), Kim Deal (basse et chant) et David Lovering (batterie). Après le départ de Kim Deal pendant l'enregistrement de l'album Indie Cindy, Kim Shattuck, Paz Lenchantin puis Emma Richardson, désormais membre à part entière du groupe, ont été les bassistes du groupe.
Le groupe n'a rencontré qu'un modeste succès dans son pays d'origine, mais en Europe ses albums ont touché un large public.
La musique des Pixies puise notamment ses influences dans le punk rock et la surf music des années 1960, et se caractérise par sa richesse mélodique, sa dynamique particulière (couplets calmes et refrains endiablés). Les chansons sont écrites en quasi-totalité par Black Francis, le chanteur et guitariste du groupe. Ses textes sont délibérément obscurs, souvent surréalistes, et traitent de sujets aussi divers et graves que l'ufologie, la maladie mentale, les blessures physiques et l’inceste, avec de nombreuses références bibliques,.
Le groupe est largement considéré comme l'un des fers de lance lors de l’explosion du rock alternatif au début des années 1990, bien qu’il se soit séparé avant d’avoir pu bénéficier pleinement de ce statut de pionnier,. Leur influence s'est considérablement étendue après leur séparation. Ce statut de groupe culte n'est sans doute pas étranger au succès de Nirvana, dont le leader Kurt Cobain a plusieurs fois reconnu que son groupe devait énormément aux Pixies.

## Biographie

### Origines et formation (1984–1986)
L’histoire des Pixies commence en 1984, avec la rencontre de Joey Santiago et de Black Francis (né Charles Michael Kitteridge Thompson IV) alors qu’ils sont étudiants en économie à l’Université Amherst du Massachusetts (thème de la chanson U-Mass, sur Trompe le Monde). Le hasard veut que les deux futurs amis partagent la même résidence universitaire. Leur passion commune pour la musique fait naître rapidement leur amitié, Joey passionné du punk rock des années 1970, de David Bowie, et Francis admirateur des artistes des années 1960, des Beatles et Donovan. Joey se charge d’initier Francis au punk rock. Le duo enregistre quelques maquettes à deux guitares, sans objectif ou projet particulier. En septembre 1985, Francis part pour un an à Porto Rico, dans le cadre d’un échange universitaire et se retrouve dans un dortoir composé pour moitié de jeunes portoricains homosexuels très extravertis, dont un certain José Jones, protagoniste de la chanson Crackity Jones, sur Doolittle. Le mal du pays et sa difficulté à maîtriser l’espagnol (qui s'améliorera par la suite, comme le montreront certains titres de Come on Pilgrim) poussent Black Francis à revenir à Boston au bout de six mois, en mars 1986. Là, il parvient à convaincre Joey d’abandonner ses études et de monter un groupe de rock,. Les deux compères passent alors leur temps à composer, vivotant d'emplois de manutentionnaires sur les docks de la ville. En juin 1986, ils passent une petite annonce dans un journal local, le Boston Phoenix pour recruter une bassiste sachant chanter en harmonie et aimant Peter, Paul and Mary et Hüsker Dü.
Kim Deal, jeune laborantine tout juste mariée et fraîchement débarquée à Boston est la seule personne à répondre à l’annonce. Francis et Santiago surent dès le début que c'était elle qu'il leur fallait, en dépit du fait que Kim n’ait jamais touché de basse de sa vie,. Le groupe commença dès lors à répéter avec une boîte à rythmes, mais la nécessité d’un batteur se fait sentir. C'est d’abord Kelley Deal, sœur jumelle de Kim, qui est pressentie. Francis et Kim se partagent le prix du billet d’avion pour la faire venir de l’Ohio. Kelley passe l'audition avec succès, mais refuse d’intégrer le groupe en déclarant que cela ne l’intéressait pas et repart dès le lendemain. Kim se souvient alors de David Lovering, croisé à la réception de son mariage et vieille connaissance de son mari,. Non seulement David accepte, mais il propose au groupe de répéter dans le garage de ses parents, chez qui il vit encore,. Reste à trouver un nom au groupe fraîchement formé. Joey, qui avait souvent recours au dictionnaire (l’anglais n’étant pas sa langue maternelle) tombe par hasard sur ce drôle de mot qui désigne de petits elfes malicieux. Après avoir envisagé des noms tels que Pixies in Panoply et Things on Fire, le nom de Pixies est définitivement adopté. C’est sous ce nom qu’ils donnent leur premier concert, au Rathskeller (en) de Boston en septembre 1986.

### Contrat avec 4AD etCome On Pilgrim(1987)
Alors qu’ils jouent en première partie des Throwing Muses, ils sont remarqués par le producteur Gary Smith, des fameux studios Fort Apache. Il approche le groupe en ces termes : « je ne trouverai pas le sommeil tant que vous ne serez pas mondialement célèbres ». Peu de temps après, en mars 1987, le groupe s’enferme en studio pour trois jours, le temps d’enregistrer dix-sept ou dix-huit titres sous la houlette de Gary Smith. L’enregistrement constitue la maquette plus connue sous le nom de Purple Tape, littéralement « cassette violette » en référence à sa couleur. Le père de Black Francis avance les mille dollars nécessaires à l’enregistrement. Cette cassette n’est destinée qu’à assurer la promotion du groupe auprès des maisons de disques, elle est envoyée, entre autres, à Ivo Watts-Russell de 4AD et au promoteur local Ken Goes qui devint le manager du groupe. Watts Russell n'est pas très emballé par la cassette, mais il signe le groupe après s’être laissé convaincre par sa petite amie d’alors,. Un album sort en 2002, l'éponyme Pixies, contenant les chansons de la Purple Tape ne figurant pas sur Come on Pilgrim et un morceau inédit, Rock A My Soul.
À la suite de la signature du groupe chez 4AD, huit titres issus de la Purple Tape sont sélectionnés pour figurer sur le mini-album Come On Pilgrim, premier opus du groupe, publié le 12 octobre 1987. Le titre de ce premier disque est tiré des paroles de Levitate Me, elles-mêmes inspirées d’une harangue utilisée par le pionnier du rock chrétien Larry Norman durant ses concerts : « Come on pilgrim / You know He loves you » soit : « Allez, pèlerin. Tu sais qu'Il (Jésus) t'aime ». Élevé au sein d’une famille très religieuse, Francis raconte en interview avoir vu Larry Norman sur scène à l’occasion d’un camp de vacances chrétien. Plus tard, devenu Frank Black, il reprend l’un des titres de Larry Norman, et monte sur scène avec lui. Au moment de créditer les quatre membres du groupe sur la pochette du disque, Charles Thompson décide de se faire appeler Black Francis. Il avoue plus tard que ce coup de tête était un hommage, certes discret, à Iggy Pop. Dans le même ordre d'idées, Kim Deal apparait sous le nom de Madame John Murphy, son mari d’alors. Selon elle, il s'agissait là d'une blague féministe.
Sur Come On Pilgrim, Francis fait allusion à son voyage à Porto Rico (Vamos, Isla de Encanta). Les textes évoquent la pauvreté des habitants de l’île et leur désir de connaître une existence meilleure. Les paroles à connotations religieuses de Come On Pilgrim et des albums à venir sont un écho des jeunes années de Black Francis, passées au sein de l’Église Pentecôtiste. Come On Pilgrim présente déjà toutes les caractéristiques du groupe : mélange des idiomes avec la présence de l’espagnol (Vamos et Isla de Encanta), textes traitant de l’inceste (Nimrod's Son), du sexe (l'onanisme est le thème de The Holiday Song) et de la religion (animiste en l'occurrence, sur Caribou), mais aussi le style erratique de Joey Santiago, les harmonies vocales de Kim Deal, et la très large palette vocale de Black Francis, qui va du fausset de I've Been Tired aux grondements sauvages de Caribou ou de Vamos.

### Surfer RosaetDoolittle(1988)
Come On Pilgrim est suivi de Surfer Rosa, premier véritable album du groupe. Enregistré et produit par Steve Albini (engagé par Ivo Watts Russell sur conseil d’un de ses collègues de 4AD) et bouclé en deux semaines ; l'album sort début 1988. Steve Albini sera plus largement connu en 1993, lorsqu’il produira le dernier album de Nirvana, In Utero, à la demande de Kurt Cobain, pour qui Surfer Rosa était un disque de chevet. Kurt Cobain en appréciait particulièrement le son de batterie brut et puissant – l’une des griffes caractéristiques d’Albini. Avec Surfer Rosa, les Pixies s’attirent les louanges du monde musical. Des revues spécialisées comme le Melody Maker et Sounds lui décernent le titre d'album de l’année. Le succès critique de l’album est tel que le groupe signe un accord de distribution sur le marché nord-américain avec Elektra, avant même la sortie du nouvel album.
Surfer Rosa, comme son prédécesseur, fait preuve d’inventivité et varie les plaisirs. Bone Machine, qui ouvre l’album, fait étalage de la force de frappe de David Lovering avec sa batterie très en avant. On y trouve aussi de la pop aux guitares incisives (Broken Face, bel exemple de texte surréaliste de Black Francis, Break My Body, Brick Is Red) ou encore du punk hardcore bestial (Something Against You, très influencé par Hüsker Dü). Vamos, réenregistrée pour l’occasion, apparaît aussi sur l’album. Avant cette nouvelle version de la chanson, on trouve un petit dialogue entre Black Francis et Kim Deal, où le chanteur envoie proprement paître la bassiste. Certains y ont vu un révélateur de tensions déjà existantes au sein du groupe, alors qu’il n’en est rien, il ne s'agit en fait que d’une simple farce. Les tensions qui conduiront à l’implosion du groupe n'apparaîtront que plus tard.
Surfer Rosa contient deux chansons devenues très populaires : Gigantic, écrite et chantée par Kim Deal, et Where Is My Mind?, devenu, avec le temps, le grand tube des Pixies. Le fait que le titre ait été utilisé en générique de fin de Fight Club y est sans doute pour beaucoup. Lors des premières années des Pixies, c’est cependant bien Gigantic qui est le morceau préféré des foules, ce qui, dit en passant, rend Black Francis très jaloux. Entre février et mai 1988, les Pixies réalisent leur première tournée européenne, en première partie des Throwing Muses et enregistre à cette occasion la première Peel Session des six au total, jusqu’en juin 1991. Ces sessions ont été compilées en 1998 sur l’album Pixies at the BBC.
À la fin 1988, le groupe est mis en relation avec Gil Norton, censé produire leur deuxième album, Doolittle (provisoirement intitulé Whore). Pour l’occasion, la durée de l’enregistrement et le budget grimpent en flèche : les sessions s’étalent sur les six dernières semaines de 1988, et leur coût avoisine les quarante-mille dollars, soit le quadruple de ce qu’avait coûté Surfer Rosa. Le son perd son côté brut, mais gagne en ampleur. La production de Gil Norton est indéniablement plus propre. Les sujets abordés par Black Francis restent similaires à ceux des deux premiers disques : la religion, les blessures physiques (la mutilation et les pertes de sang en particulier), les souvenirs de Porto Rico… Les paroles sont toujours aussi surréalistes.
Debaser, premier morceau, est un hymne au film de Luis Buñuel, Un chien andalou (1929). Here Comes Your Man, chanson pop faussement innocente, est le premier single tiré de Doolittle. Monkey Gone to Heaven, enregistré avec un quatuor à cordes, sera le second. Dans l’unique contribution de Kim Deal, Silver, la jeune femme passe pour l’occasion à la slide guitar, tandis que David Lovering s’occupe de la basse. Deal, signant pour la première fois de son vrai nom sur Doolittle, David Lovering lui, chante La La Love You, une chanson d’amour naïve quelque peu atypique pour le groupe. Tout comme Surfer Rosa, Doolittle est loué par la critique et les fans. Le disque certifié or aux États-Unis en 1995, est classé parmi les meilleurs disques de tous les temps par nombre de revues musicales, dont Rolling Stone, Q et NME.

### Pause (1989)
L’album Doolittle est promu via deux tournées aux noms provocateurs, l'une en Europe (Sex and Death Tour) et l'autre en Amérique du Nord (Fuck or Fight Tour). Si le groupe se permet quelques fantaisies lors de la tournée européenne (notamment certains concerts avec les morceaux joués dans l'ordre alphabétique), c'est aussi durant cette tournée que les tensions entre Black Francis et Kim Deal apparaissent. Le 15 juin 1989, sur scène à Stuttgart, Black Francis jette une guitare sur Kim Deal arrivée au concert avec une heure de retard. Santiago expliquera, des années plus tard, dans une interview à Mojo, que Black Francis avait même songé à renvoyer Kim Deal avant l’enregistrement de Bossanova. Seule la persuasion de l’avocat du groupe permet d’empêcher l’éviction de la bassiste. Elle s’en sort ainsi avec un simple avertissement,.
Exténué par deux années de concerts entre l’Europe et les États-Unis, le groupe finit son Fuck or Fight Tour sur les rotules. Lors de la dernière date américaine, Kim Deal, ivre, ne tient même plus debout, et Joey Santiago se casse la main en tentant de briser une guitare à la fin du concert. Le groupe décide alors d’annoncer une pause dans ses activités. Joey en profite pour faire du tourisme dans le Grand Canyon, David fait de même en voyageant en Jamaïque. Francis s’achète une Cadillac jaune et part faire le tour des États-Unis avec sa compagne, Jean Walsh. À l’occasion il donne quelques concerts, seul, pour gagner de l’argent et meubler ainsi son nouvel appartement de Los Angeles. Quant à Kim, elle réactive son groupe de jeunesse, The Breeders, en compagnie de sa sœur Kelley, de Tanya Donelly des Throwing Muses et de la bassiste Josephine Wiggs de Perfect Disaster. Le groupe enregistre l'album Pod, sorti en 1990.

### Bossanova,Trompe le Mondeet séparation (1990–1993)
En 1990, tous les membres des Pixies, à l'exception de Kim Deal, partent vivre à Los Angeles, car, selon David Lovering, le studio d'enregistrement se trouve là. Doté d'un budget plus important, Bossanova fut enregistré sur un 46 pistes, alors que Doolittle l'avait été sur un 24 pistes. Contrairement aux disques précédents, Black Francis compose la majorité des titres en studio. Avec Bossanova, Black Francis affirma un caractère de plus en plus despotique. Il limite ainsi drastiquement l’apport de Kim Deal au groupe, dans l’écriture et dans les chœurs ; toutes les chansons originales sont signées Black Francis. L’album sort en août 1990 et durant la tournée qui suit, Deal manifeste à diverses reprises son désaccord en multipliant les déclarations tapageuses, notamment au sujet de la dissolution imminente du groupe. Pourtant les Pixies au sommet de leur popularité sont propulsés en tête d’affiche du gigantesque festival de Reading, le 27 août 1990, où ils donnent une prestation mémorable. Bossanova montre un changement d’orientation dans les textes des Pixies. Black Francis y évoque sa passion pour la science-fiction, les ovnis, les enlèvements par les extraterrestres. Musicalement, la surf music est la source d'inspiration majeure pour cet album. D'ailleurs le premier titre, Cecilia Ann, est une reprise du groupe The Surftones, pionniers du genre. Pour la première fois, Black Francis chante de façon bien plus mélodieuse (à la seule exception de Rock Music) et abandonne pratiquement les hurlements qui étaient sa marque de fabrique. Des titres comme Ana, Havalina développent une atmosphère quasi élégiaque. Les soli de Santiago sont eux aussi moins agressifs que sur les précédents albums.
La tournée Bossanova s’achève en décembre 1990. Coupant court momentanément aux rumeurs récurrentes prédisant sa séparation, le groupe commence à travailler sur son prochain disque. Des bruits de couloir prétendent que le groupe allait s’essayer au heavy metal, et la sortie du single Planet of Sound, au son particulièrement carnassier, ne faisaient que les conforter. Pour Black Francis, Trompe le Monde est son disque punk rock, et rien d'autre. Du point de vue des textes, le leader des Pixies confirme son obsession de l’ufologie, la science-fiction et les voyages interstellaires (notamment sur Bird Dream of the Olympus Mons et Motorway to Roswell, l'histoire d'un voyage d'extraterrestres qui tourne mal) ou des thèmes inattendus comme un hommage à l'ingénieur Gustave Eiffel sur le titre Alec Eiffel. Les compositions gagnent en densité, avec notamment la présence sur certains titres d’Eric Drew Feldman, clavier de Pere Ubu et de Captain Beefheart.
Le groupe tourne en Europe durant l’été 1991 puis en Amérique du Nord en automne-hiver 1991-1992, où ils assurent la première partie de U2, sur la tournée Zoo TV pour 30 dates entre février et avril 1992. La tournée se termine avec un dernier concert au Commodore Ballroom de Vancouver, au Canada, le 25 avril 1992, qui est pendant douze ans le dernier concert des Pixies. Les tensions sont alors telles que Kim et Francis ne s’adressent même plus la parole. Après ce dernier concert, Francis annonce aux autres membres son intention de prendre une année sabbatique, pendant laquelle il va en fait enregistrer son premier album solo. Kim Deal part en tournée avec les Breeders (publiant notamment avec le groupe l'EP Safari). Joint par satellite le 13 janvier 1993 par Mark Radcliffe pour l’émission Hit the North sur BBC Radio 5, Black Francis confirme la fin des Pixies à l’animateur qui le questionne à ce sujet. Il annonce ensuite la nouvelle à Joey Santiago par téléphone, Dave Lovering et Kim Deal reçoivent un fax.

### Post-séparation (1993–2003)
Black Francis se fait appeler Frank Black et sort trois albums en solo. Puis il forme un nouveau groupe, les Franck Black and the Catholics, en compagnie de Scott Boutier, Eric Drew Feldman, Rich Gilbert, David McCaffrey et Dave Phillips. Le groupe sort six albums partagés entre punk, folk et country rock. En 2005, Frank Black sort son quatrième album solo, Honeycomb, enregistré avec des musiciens de séance de Nashville, et en 2006 Fast Man/Raider Man, double album issu des mêmes sessions. En 2007, Frank Black reprend son ancien pseudo Black Francis à l'occasion de la sortie de l'album Bluefinger.
Deal repart vers les Breeders, obtenant un gros succès avec Cannonball, issu du deuxième album du groupe, Last Splash. Le groupe met ensuite neuf ans à sortir son troisième opus, Kelley Deal luttant notamment contre une addiction à l’héroïne. Title TK, troisième album du groupe sort en 2002 ; de la précédente formation, seules les sœurs Deal étaient restées. Pendant le hiatus imposé aux Breeders, Kim Deal monte The Amps, qui sortent un unique album en 1995, Pacer.
David Lovering tente de rejoindre Depeche Mode, puis tient la batterie chez Cracker et sur l’album solo Tanya Donelly, Lovesongs for Underdogs (1997). Il se reconvertit ensuite comme illusionniste, son nom de scène étant The Scientific Phenomenalist, ouvrant notamment pour Frank Black et les Breeders. Joey Santiago joue sur les deux premiers albums solo de Frank Black, avant de former un groupe avec sa femme Linda Mallari, The Martinis. Le premier album du groupe, Smitten, est sorti en 2004. Après la dissolution des Pixies, 4AD a sorti plusieurs compilations, telles que Death to the Pixies, Complete 'B' Sides, Pixies (The Purple Tape) et Pixies at the BBC.

### Retour (2004–2013)

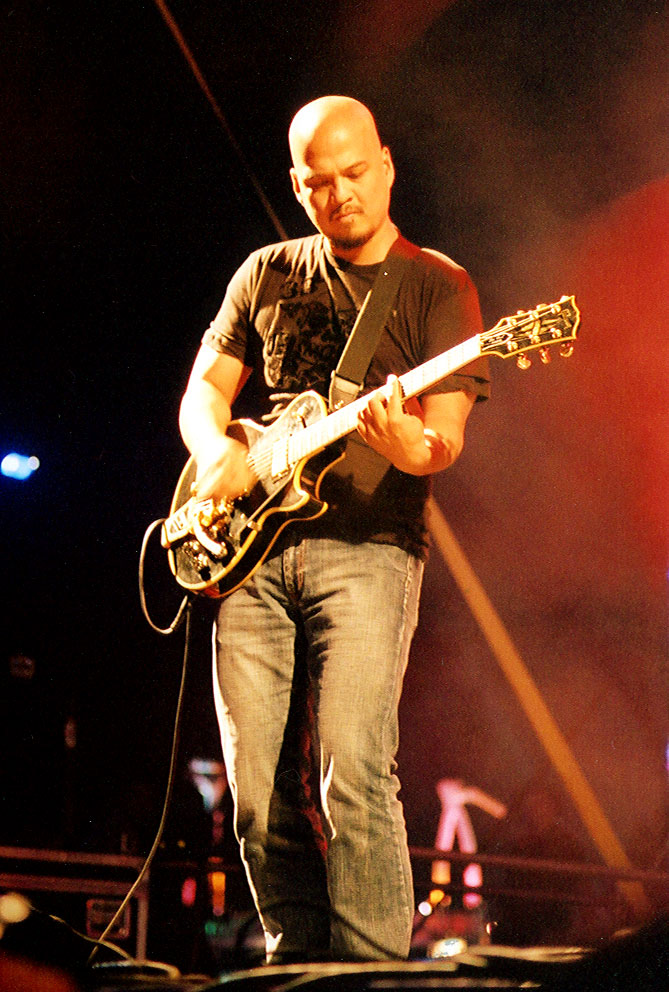
Joey Santiago et sa guitare Les Paul, le 30 juillet 2005.

Onze ans après la séparation du groupe, de nombreuses rumeurs ont circulé sur une nouvelle tournée. En juillet 2003, interrogé par une radio londonienne sur l'éventuelle reformation des Pixies, Thompson répond sur le ton de la plaisanterie : « Hé, mais on se voit et on jamme ensemble tout le temps ! ». Cette simple blague de la part de Thompson est malgré tout prise au sérieux et se répand comme une traînée de poudre, notamment sur Internet. Étonné de l'intérêt que suscite la nouvelle de la reformation, Thompson songe alors réellement à remonter son groupe de jeunesse. En octobre 2003, la rumeur enfle, mais ce n’est que le 4 février 2004 que le groupe annonce officiellement sa reformation. Le premier concert depuis douze ans a lieu le 13 avril au Fine Line Music Cafe de Minneapolis, et marque le point de départ d’une première série de quinze concerts dans l'ouest des États-Unis et au Canada, dont le point culminant fut le festival Coachella Valley Music and Arts. Les billets pour ces spectacles se sont souvent vendus en quelques minutes, même dans des villes canadiennes de taille moyenne comme Winnipeg ou Regina.
Suivent une date au Brésil le 8 mai 2004, une tournée européenne (25 mai- 11 juillet), une date au Japon (30 juillet), trois dates en Angleterre (20-21-22 août) puis une tournée aux États-Unis (4 septembre- 18 décembre). Sur cette première tournée mondiale en douze ans, le groupe puise surtout dans ses premiers albums, délaissant notamment Bossanova et Trompe le Monde. Les Pixies reviennent en 2005 avec une nouvelle tournée américaine qui débute à Portland, Oregon, le 26 mai 2005 et qui se termine le 8 août 2005 à Boston (ce dernier concert faisant l’objet d’un DVD sorti dans le commerce). Puis le groupe embarque pour l’Europe et une tournée des festivals (17 août- 1er septembre).
Quatre dernières dates américaines (29-30 septembre, 1er-2 octobre) précédent la première tournée japonaise du groupe (3-11 décembre 2005). L’année 2005 sembla être la meilleure année de la reformation des Pixies, avec un répertoire plus étoffé que l’année précédente : des pièces maîtresses comme Alec Eiffel, Stormy Weather, mais aussi The Sad Punk, ainsi que des morceaux plus rarement joués (Dancing the Manta Ray, Weird at My School…) font leur retour.
En 2006, les Pixies se contentent d'une tournée des festivals européens, soit neuf dates, du 13 au 23 juillet. En 2007, les Pixies jouent pour la première fois en Australie, le temps de neuf nouvelles dates (27 mars - 7 avril). C'est à l'occasion de cette tournée australienne que le groupe donne ce qui semble être son dernier concert, le 7 avril, au Southern Roots de Hobart, Tasmanie. En effet, fin juin 2007, Frank Black confie à Colin Murray lors d'une interview pour BBC Radio 1 que les Pixies se sont probablement séparés pour de bon, le groupe n'ayant pas réussi à s'entendre en studio quant à un hypothétique nouvel album. En décembre 2007, Kim Deal expliquait dans une entrevue à Rolling Stone qu’il n’y aurait pas de nouvel album des Pixies, tout simplement car elle ne le souhaitait pas. En janvier 2008, dans une entrevue pour The Skinny, Black précise : « La reformation du groupe a été un succès, mais s'est terminé en queue de poisson (…) Nous ne ferons pas de nouvel album ». Mais à la fin d'août 2008, dans une interview donnée pour le NME, Frank Black reparle d'un nouvel album des Pixies sur la table, désormais « possible ». « Je dois m'assurer que le groupe, dans son intégralité, veut retourner en studio afin d'y enregistrer un nouveau disque (…) Nous ne pouvons pas nous contenter de jouer nos vieilles chansons encore et encore. »
2009 marque le grand retour des Pixies. Le 13 mars, le groupe est annoncé comme tête d'affiche du festival de l'Île de Wight, le dimanche 14 juin 2009. Le 17 avril 2009, les deux principaux forums de discussion consacrés aux Pixies répandent la nouvelle qu'une « grande nouvelle » concernant les Pixies sera annoncée le lundi 20 avril par le biais du magazine Rolling Stone. Le soufflé retombe vite puisqu'il s'agit en fait d'une réédition des précédents albums sous la forme d'un coffret intégral, avec pour seule particularité des illustrations inédites de Vaughan Oliver et Simon Larbalestier.
Le groupe joue le temps de sept dates du 11 au 21 juin, et reprend sur scène Cecilia Ann, Rock Music, Dig for Fire pour la première fois depuis 1992, ainsi que Boom Chicka Boom. Dans la foulée, le magazine britannique NME rapporte les propos de Frank Black : selon ce dernier, le groupe retournerait en studio pendant l'année 2010 afin d'y enregistrer leur cinquième album. De plus, ce nouveau projet serait un mélange entre musique et cinéma, et pourrait voir la collaboration avec un grand réalisateur, le nom de Quentin Tarantino ayant été évoqué. Le 29 juin 2009, de nouvelles dates sont annoncées : les Pixies ont prévu de tourner en Europe du 30 septembre au 16 octobre et aux États-Unis du 4 au 30 novembre, afin de fêter les 20 ans de leur deuxième album, Doolittle. À cette occasion, le groupe reprend sur scène l'album en intégralité et dans l'ordre. Le morceau Silver est joué pour la première fois sur scène lors de cette tournée. Une autre tournée passe aussi en Australie et en Nouvelle-Zélande du 11 au 30 mars 2010.
Le groupe revient en Europe pour deux dates à Toulouse les 25 et 26 mai 2010, puis une poignée de concerts en Espagne, Belgique, Italie et Israël. Contrairement à ce qui était attendu, le groupe ne reprend pas Doolittle sur scène, mais reprend des morceaux de Surfer Rosa (Break My Body, pour la première fois depuis 1991), Bossanova et Trompe le Monde. Vu le contexte politique tendu, le groupe annonce le 6 juin 2010 l'annulation du concert prévu à Tel-Aviv, non sans déclencher une polémique parmi les fans, notamment sur le Myspace du groupe. Une tournée canadienne (incluant quelques concerts en sol américain) est annoncée pour le printemps 2011.

### Depuis 2014:Indie Cindy,Head Carrier,Beneath the Eyrie,Doggerel,The Night the Zombies Came
Le 14 juin 2013, le groupe annonce que Kim Deal quitte la formation. Le 27 juin 2013, un nouveau morceau, Bagboy, diffusé par la BBC 6 Music est disponible en téléchargement gratuit le lendemain sur Internet. Le 1er juillet 2013, le groupe annonce sur son site une tournée européenne d'au moins 18 dates qui débute le 29 septembre à l'Olympia de Paris. Kim Shattuck, du groupe The Muffs, remplace Kim Deal. Le 3 septembre 2013, Pixies sort EP1, un EP comprenant quatre titres disponibles au format numérique. En décembre 2013, Paz Lenchantin remplace Kim Shattuck à la basse avant une tournée mondiale les premiers mois de l'année 2014.
Le 4 janvier 2014, Pixies sort EP2 qui contient lui aussi quatre titres, vendu sur le site du groupe, comme le premier. Le 24 mars 2014, le groupe sort EP3 et le même jour, annonce la parution de son cinquième album Indie Cindy pour le 28 avril 2014, ce disque regroupe les trois EP précédemment sortis. Une édition ouvrage double-CD deluxe (3 000 exemplaires) propose, en bonus de l’album, un enregistrement live capté lors de la tournée américaine du groupe et un livret de 40 pages.
En mai 2015, Pixies entament une nouvelle série de concerts avec de nouveaux morceaux. Le 6 juillet 2016, à la veille d'une nouvelle tournée européenne, Pixies annoncent la sortie d'un nouvel album studio, Head Carrier, le 30 septembre 2016 et en rendent public un premier extrait : Um Chagga Lagga. Paz Lenchantin est désormais officiellement membre du groupe.
Le 23 janvier 2019, le groupe annonce un nouvel album pour septembre et une série de podcasts qui raconteront son enregistrement. Beneath the Eyrie sort le 13 septembre, précédé des singles Graveyard Hill et Catfish Kate. Ce troisième album des nouveaux Pixies, décrit par les journalistes comme morbide et gothique, rencontre un succès critique plus franc que les précédents. Dans cet album, les Pixies consacre une chanson titre à Saint-Nazaire, ville découverte lors d'un concert dans le cadre du festival Les Escales,.
Le 28 avril 2022, David Lovering annonce officiellement la sortie en septembre 2022 d'un nouvel album du groupe, Doggerel.
En mars 2024 Emma Richardson rejoint Pixies en remplacement de Paz Lenchantin.
Le 25 juillet 2024, Pixies partagent Chicken, extrait de The Night the Zombies Came, leur dixième album dont la sortie est prévue le 25 octobre 2024.

## Style musical
Le magazine Spin décrit la musique des Pixies comme étant « une rencontre entre la surf music et les Stooges, pour le côté tranchant de ces derniers avec des dynamiques calmes et bruyantes au sein d'un même morceau et une succession de départs et d'arrêts ». Bien que leur style musical ait changé au fil du temps, le groupe a toujours été considéré comme un groupe de rock alternatif. Les Pixies se sont essayés à plusieurs styles de chansons, tout en conservant un style bien particulier : hurlements de Black Francis, contre-chants de Kim Deal (les meilleurs exemples se trouvent sur I Bleed et Debaser), la guitare erratique de Joey Santiago. Le groupe passe progressivement d’un son rock indépendant sur ses deux premiers disques à un son plus étoffé, notamment sur les albums Bossanova et Trompe Le Monde, où ils ont expérimenté d’autres styles, dont la surf music (Cecilia Ann) ou le heavy metal (Planet of Sound).

### Influences
Les Pixies puisent leurs influences dans un spectre musical très large ; chaque membre est nourri par des styles musicaux différents. Francis a beaucoup écouté les Beatles et a cité Iggy Pop et Captain Beefheart comme influences majeures avant de fonder les Pixies. Santiago, pour sa part, était fan du Bowie des années 1970 et des groupes punk de la même époque, ainsi que des groupes punk hardcore des années 1980, tels que Black Flag. Deal, quant à elle, venait de la country. Elle avait fondé, dès ses seize ans, un duo country folk avec sa sœur jumelle, jouant dans les clubs de l’Ohio et ouvrant notamment pour le Allman Brothers Band. Deal partage, avec Lovering, un goût très prononcé pour le trio canadien Rush. Enfin le folk a largement influencé les Pixies : Francis a beaucoup écouté Larry Norman, et le groupe, au moment de faire paraître une annonce dans le journal pour trouver une bassiste, demandait que cette dernière aime Peter, Paul, and Mary. Sur I've Been Tired, Francis cite aussi Lou Reed, ancien chanteur guitariste du Velvet Underground.
Les influences des Pixies viennent aussi du cinéma : Francis cite notamment les films surréalistes Eraserhead de David Lynch (dont il tirera deux reprises de la chanson In Heaven (The Lady in the Radiator Song) : une chantée par lui à leurs débuts et une chantée par Kim Deal jusqu'en 2009) et Un chien andalou de Luis Buñuel (ce dernier film est le sujet de Debaser),. Dans une interview accordée au Melody Maker, il déclare qu’il est « plus facile de regarder un film de vingt minutes que de se poser pour lire un roman surréaliste ».

### Écriture et chant
La quasi-totalité des chansons des Pixies sont écrites et chantées par Black Francis, dont l'écriture est caractérisée par une fascination pour les histoires violentes tirées de la Bible (Gouge Away, Dead) et l'inceste (Nimrod’s Son, The Holiday Song). Il a déclaré d’ailleurs à ce sujet dans une interview accordée au Melody Maker : « Tous ces personnages de l'Ancien Testament, ça m'obsède. Pourquoi ? Je n'en sais rien ». Cependant, il écrit aussi sur des sujets différents, sur le monde marin (Where Is My Mind? et Wave of Mutilation) et les tremblements de terre (Here Comes Your Man). Plus tard, il écrit sur la science-fiction, les extra-terrestres, (Motorway to Roswell), ou les OVNIS (The Happening).
Deal chante sur Gigantic et Bam Thwok, deux titres qu'elle a écrits et composés. Elle a aussi coécrit Silver avec Francis. Elle chante sur Into the White, écrit par Francis et sur la reprise de Neil Young, I've Been Waiting for You. Le batteur David Lovering chante sur La La Love You et Make Believe, deux titres écrits par Black Francis. Enfin, Levitate Me est coécrite par Black Francis, sa compagne Jean Walsh et David Lovering.

### Reprises
Le groupe a repris plusieurs artistes : Wild Honey Pie (The Beatles), Ain't That Pretty at All (Warren Zevon), Winterlong et I've Been Waiting for You (Neil Young), I Can't Forget (Leonard Cohen), une version chantée en espagnol de Evil Hearted You (The Yardbirds), Head On (The Jesus and Mary Chain), Cecilia Ann (The Surftones), Born In Chicago (The Paul Butterfield Blues Band), In Heaven (The Lady in the Radiator Song) (tirée du film de David Lynch, Eraserhead ; la chanson est attribuée à Peter Ivers et David Lynch), et Theme from NARC (Brian Schmidt, tirée du jeu vidéo NARC).

### Matériels et instruments
Pour ce qui est des instruments, les Pixies utilisent la formule guitare solo/guitare rythmique/basse/batterie. Black Francis, guitariste rythmique et chanteur, utilisait soit une Fender Telecaster, soit une Fender Mustang, soit une Fender Jaguar, avec un amplificateur Marshall JCM 800 ou Vox AC30.
Joey Santiago, guitariste solo, fidèle de la Gibson Les Paul, possède aussi une Gibson ES-335 et utilisait un amplificateur Pearce GR-8. Kim Deal, bassiste et chanteuse, utilisera soit une Fender Precision, soit une Music Man Stingray, tandis que le batteur David Lovering jouait sur une batterie cinq toms Pro Prestige.
Le groupe utilise également des instruments plus inhabituels au cours de sa carrière, en invitant un quatuor à cordes sur Monkey Gone To Heaven. Sur Velouria, on trouve un Theremin, tandis que sur Alec Eiffel et U-Mass on note la présence de claviers. Bam Thwok de 2004, est traversée par un solo d’orgue.

## Postérité

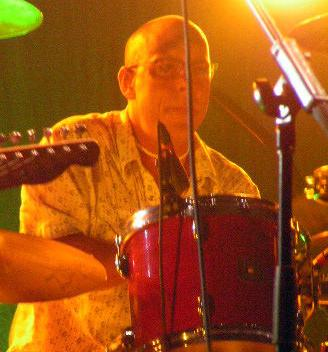
Le batteur David Lovering au Reliant Arena, à Houston, Texas.

En dépit du petit nombre de disques produits et de leur courte carrière, les Pixies ont eu une immense influence sur la percée du rock alternatif au début des années 1990 qui commence avec le succès du single Smells Like Teen Spirit de Nirvana, sorti en 1991. En 1997, le producteur du premier disque des Pixies, Gary Smith, a déclaré à ce sujet : « La légende prétend que les quelques personnes qui achetèrent les disques du Velvet Underground ont toutes formé un groupe. Je pense que cette affirmation vaut aussi pour les Pixies. L’arme secrète de Charles ne resta pas secrète très longtemps, et rapidement, de nombreux groupes exploitèrent le sens de la dynamique des Pixies. C’est devenu une nouvelle formule magique de la pop, et bientôt, on vit Smells Like Teen Spirit grimper au sommet des classements et les membres de Nirvana eux-mêmes ont reconnu qu’ils cherchaient alors à sonner comme les Pixies en composant ce titre ».
Musicalement parlant, les Pixies sont considérés comme les inventeurs patentés du gimmick ralenti/explosion qui devait marquer le rock alternatif. Les chansons des Pixies sont caractérisées par leurs couplets calmes et leurs refrains explosifs, tout en saturation. Les critiques musicaux ont loué le groupe, mais plus encore des artistes et groupes influents et reconnus tels que David Bowie (qui reprendra en 2002, sur son album Heathen, la chanson Cactus tirée de Surfer Rosa), Radiohead, U2 ou encore Nirvana, qui lui ont rendu hommage dans leurs interviews ou en reprenant leurs titres. Kurt Cobain de Nirvana avoue lors d’un entretien au magazine Rolling Stone en janvier 1994 : « J’essayais d’écrire la chanson pop ultime. En fait, je dois bien admettre que j’essayais de pomper les Pixies. Lorsque je les ai entendus pour la première fois, je me suis senti tellement en osmose avec leur musique que j’ai regretté de ne pas faire partie du groupe, ou du moins d’un groupe qui jouait leurs chansons. Nous leur avons emprunté leur sens de la dynamique, le truc du couplet joué calmement et du refrain rageur ».
Lors de la tournée Trompe le Monde à l'été 1991, les Pixies reçoivent en coulisses un message de Bono de U2 : « Continuez comme ça. Nous adorons ce que vous faites ». David Bowie, dont la musique a inspiré Santiago et Francis quand ils étaient étudiants, fut très touché par l'annonce de la première dissolution du groupe en janvier 1993 : « Je suis très triste car j’ai appris que les Pixies s’étaient séparés… Quel gâchis. Je les voyais devenir immenses ». Il ajoute en juin 2002 : « Je ne me suis jamais remis du fait que les Pixies se soient formés, aient travaillé et se soient séparés sans que l'Amérique ne les prenne en son sein ou même ne reconnaisse leur existence, pour la plupart ».
Thom Yorke, chanteur de Radiohead, refuse que les Pixies passent avant son groupe lors du festival de Coachella aux États-Unis. « Les Pixies ouvrant pour nous, c’est comme les Beatles ouvrant pour nous. Impossible ! » Weezer cite les Pixies comme une de ses influences majeures (le groupe a repris Velouria sur une compilation hommage) et son leader Rivers Cuomo, lors d’une interview à Addicted To Noise, déclare : « Ce groupe m’a vraiment retourné la tête lorsque je suis allé pour la première fois à Los Angeles et que je découvrais la musique cool ».
Damon Albarn, leader de Blur, n’est pas en reste : « Lorsque nous avons commencé nous voulions sonner comme les Pixies ». Bob Mould (leader de Hüsker Dü, influence citée par les Pixies) déclare être un gros fan du groupe. Tom Barman, leader du groupe belge dEUS est également un fan du groupe. Il prétend avoir composé la chanson Eternal Woman (sur l'album Vantage Point) en regardant le documentaire Loud Quiet Loud sur les Pixies. La chanteuse Lies Lorquet du groupe Mintzkov est invitée par Tom Barman à chanter sur ce morceau car il cherchait depuis longtemps une chanteuse qui ait une voix « à la Kim Deal (notes de la chanson Eternal Woman, dans la section songbook) ».

## Apparitions télévisuelles et clips
Les Pixies font plusieurs apparitions sur les plateaux de télévision entre 1989 et 1992, notamment dans les émissions américaines The Tonight Show et 120 Minutes, ainsi que dans l’émission britannique The Word.
Aucun clip n'est réalisé pour leurs deux premiers disques, Come On Pilgrim et Surfer Rosa, les Pixies étaient alors signés sur le petit label indépendant 4AD. Mais après la signature du contrat de distribution avec Elektra Records pour la sortie de Doolittle, les choses changent et le groupe sort ses premiers clips, destinés à promouvoir les singles. Ils consistent généralement simplement en des extraits de concert du groupe, notamment sur Monkey Gone to Heaven, Head On et Debaser. À l’époque de la sortie de Bossanova, le groupe développe une solide aversion pour les clips ; Black Francis refuse de chanter en play-back (Here Comes Your Man). Selon 4AD, l'absence de clip digne de ce nom explique certainement le désintérêt de MTV pour le groupe.
Lorsque Velouria, premier single issu de Bossanova, entre dans le top 40 britannique, on propose au groupe de jouer sur le plateau de Top of the Pops. Cependant, une règle interne de la BBC statue que seuls les groupes qui ont tourné une vidéo promotionnelle pour leur single peuvent participer à l’émission. Une vidéo du groupe courant dans une carrière est alors réalisée vers la caméra, le tout au ralenti. En vain. Bien que Velouria soit bien classé dans les ventes le groupe ne participe pas à l’émission, en dépit (ou à cause) de ce clip tourné à la dernière minute.

## Membres

### Membres actuels
- Black Francis – chant, guitare rythmique (1986–1993, 2004–aujourd'hui)
- David Lovering – batterie, percussions (1986–1993, 2004–aujourd'hui)
- Joey Santiago – guitare solo, claviers (1986–1993, 2004–aujourd'hui)
- Emma Richardson  – chant, basse, chœurs (2024–aujourd'hui)

### Anciens membres
- Kim Deal – basse, chant (1986–1993, 2004–2013)
- Kim Shattuck – basse, chœurs (2013)
- Paz Lenchantin  – chant, basse, violon, claviers, chœurs (2014–2024)

## Récompenses et distinctions
Bien que les Pixies n’aient pas gagné la reconnaissance du grand public (du moins lors de leur première existence), le groupe a été salué par nombre de revues musicales influentes. Voici la liste des distinctions qu'il a reçues :
- Sounds – album de l’année – Surfer Rosa – 1988
- Melody Maker – album de l’année – Surfer Rosa – 1988
- Sounds – deuxième meilleur album de l’année – Doolittle – 1989
- Melody Maker – single de l’année – Monkey Gone to Heaven – 1989
- Melody Maker – deuxième meilleur album de l’année – Doolittle – 1989[90]
- Sounds – album de l’année – Bossanova – 1990[91]
- Les inrockuptibles - deuxième meilleur album de 1986 à 1996 - Doolittle[92]

## Discographie
- 1987 : Come on Pilgrim (4AD)
- 1988 : Surfer Rosa (4AD)
- 1989 : Doolittle (4AD)
- 1990 : Bossanova (4AD)
- 1991 : Trompe le Monde (4AD)
- 2014 : Indie Cindy (Pixies Music)
- 2016 : Head Carrier (Pixies Music)
- 2019 : Beneath the Eyrie (Infectious Music)
- 2022 : Doggerel (BMG)
- 2024 : The Night The Zombies Came (BMG)

## Vidéographie
- Pixies (concert et documentaire, 2004)
- Pixies - Sell Out 2004 Reunion Tour (concert, 2005)
- Pixies - Club Date: Live At The Paradise In Boston (concert, 2006)
- Pixies - Acoustic - Live In Newport (concert, 2006)
- LoudQUIETLoud (documentaire, 2006)